# Phyllodactylus paucituberculatus
Phyllodactylus paucituberculatus este o specie de șopârle din genul Phyllodactylus, familia Gekkonidae, descrisă de Dixon 1960. Conform Catalogue of Life specia Phyllodactylus paucituberculatus nu are subspecii cunoscute.